# Ann Foster
Ann Foster, död 1674, var en engelsk kvinna som avrättades för häxeri. 
Hon var en fattig, gammal änka. När hennes granne Joseph Weeden hade slaktat ett av sina får, bad hon honom om en allmosa. När han vägrade, gav hon sig av mumlande hotfullt. Därefter avled 30 av hans får, och hans bostad och lada med majs brann ned. Foster anklagades för att ha orsakat det med magi. 
Hon dömdes som skyldig och avrättades genom hängning i Northampton i augusti 1674. Detta var en under en period när häxförföljelserna minskade i England, då de hade börjat ebba ut efter 1660. 
Hennes fall var föremål för pamfletten The Full and true relation of the tryal, condemnation, and execution of Ann Foster.